# Cerkiew św. Jerzego Zwycięzcy w Szudziałowie
Cerkiew św. Jerzego Zwycięzcy – niezachowana do naszych czasów cerkiew prawosławna w Szudziałowie. 
Nie wiadomo, kiedy w Szudziałowie została wzniesiona pierwsza cerkiew prawosławna, jednak musiała ona istnieć przed zawarciem unii brzeskiej, po której była współużytkowana przez katolików obrządku bizantyjskiego i łacińskiego. W 1839 cerkiew unicka z Szudziałowa została zwrócona prawosławnym, a w 1879 rekoncyliowano ją na cerkiew filialną parafii w Ostrowie. W tym samym roku powstał cmentarz prawosławny, na którym w 1913 wzniesiono kaplicę. 
W 1900 właściciel majątku Słójka Aleksandr Annieńkow i jego żona Olga ufundowali nową cerkiew prawosławną, która w kwietniu tego samego roku otrzymała status parafialnej, zaś w 1907 uroczyście poświęcona. Wznosiła się na miejscu dawnego budynku sakralnego. Obok cerkwi znajdował się budynek plebanii, szkoły oraz mieszkanie psalmisty. W październiku 1914 plebania została poważnie uszkodzona w pożarze. 
W czasie I wojny światowej niemal wszyscy prawosławni z Szudziałowa wyjechali, zaś cerkiew i dzwonnica zostały poważnie uszkodzone. Pozostali na miejscu katolicy obrządku łacińskiego postanowili wykorzystać cegłę z cerkwi do budowy nowego kościoła dla siebie; w 1936 cerkiew była już całkowicie zniszczona. Cmentarz przetrwał do dziś, jednak większość nagrobków jest w złym stanie.
W 2010 na szudziałowskim cerkwisku został wyświęcony krzyż, który ma przypominać o istnieniu w miejscowości świątyni prawosławnej. Planowane jest również odsłonięcie tablicy pamiątkowej.